# Xica da Silva (filme)
Xica da Silva é um filme brasileiro, dirigido por Carlos Diegues, baseado no livro homônimo de João Felício dos Santos em 1976, com Zezé Motta e Walmor Chagas nos papéis principais. 

## Sinopse

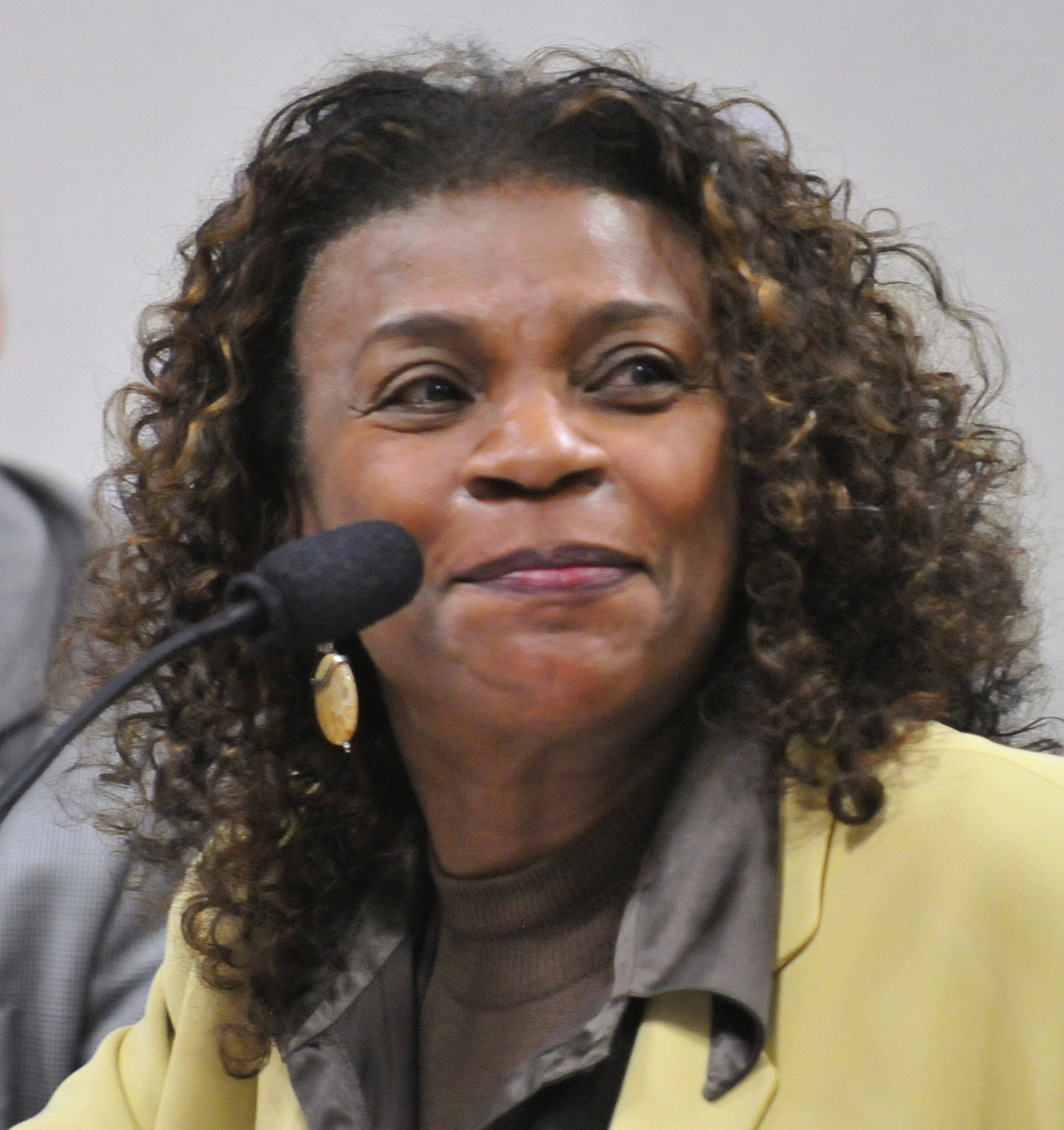
Zezé Motta interpretou a protagonista de Xica da Silva.

Na segunda metade do século XVIII, o contratador João Fernandes de Oliveira chega sozinho às proximidades do Arraial do Tijuco, em Minas Gerais. João Fernandes é confrontado por um bando de ladrões liderados por Theodoro. Com seu cavalo roubado pelos bandoleiros, João Fernandes consegue chegar ao vilarejo e encontra o local abandonado pelas forças portuguesas e com a extração de ouro ameaçada pelas atividades do bando de Theodoro. 
Na casa do Sargento-mor (Rodolfo Arena), vive a escrava Chica Chica (Zezé Motta) que mantém uma relação secreta com seu filho único, José (Stepan Nercessian). Chica esconde as calças de seu patrão para o desconforto de seus convidados, o Intendente (Altair Lima) e sua esposa Hortência (Elke Maravilha). O Sargento-mor promete vender Chica como vingança e os três seguem para a recepção do Comendador na cidade. Na sede do vilarejo, João Fernandes percebe que as autoridades locais estão sendo enganadas pelo bando de Theodoro e não conseguem controlar o tráfico de ouro. João Fernandes decide assumir os negócios locais e construir minas no leito dos rios, onde o bando não consegue minerar por falta de recursos. 
Com a chegada do Comendador, Chica percebe uma oportunidade de mudar seu destino e invade a reunião. João Fernandes fica encantado com a beleza de Chica e decide comprá-la. O casal passa a viver com luxo e o caso chama atenção dos moradores das redondezas.

## Elenco
| Ator/Atriz              | Personagem                |
| ----------------------- | ------------------------- |
| Zezé Motta              | Xica da Silva             |
| Walmor Chagas           | Comendador João Fernandes |
| Altair Lima             | Intendente                |
| Elke Maravilha          | Hortência                 |
| Stepan Nercessian       | José                      |
| Rodolfo Arena           | Sargento-Mor              |
| José Wilker             | Conde de Valadares        |
| Marcus Vinucius         | Teodoro                   |
| João Felício dos Santos | Padre                     |
| Dara Kocy               | Zefina                    |
| Adalberto Silva         | Cabeça                    |
| Julio Mackenzie         | Raimundo                  |
| Beto Leão               | Mathias                   |
| Luis Motta              | Taverneiro                |
| Paulo Padilha           | Ourives                   |
| Baby Conceição          | Figena                    |
| Iara Jati               | Tonha                     |
| Luis Felipe             | Major                     |
| Alberto Patu            | Garimpeiro                |
| Derly Barbosa           | Tropeiro                  |
| Paulão                  | Mucamo                    |
| Pompeo                  | Mucamo                    |

## Recepção

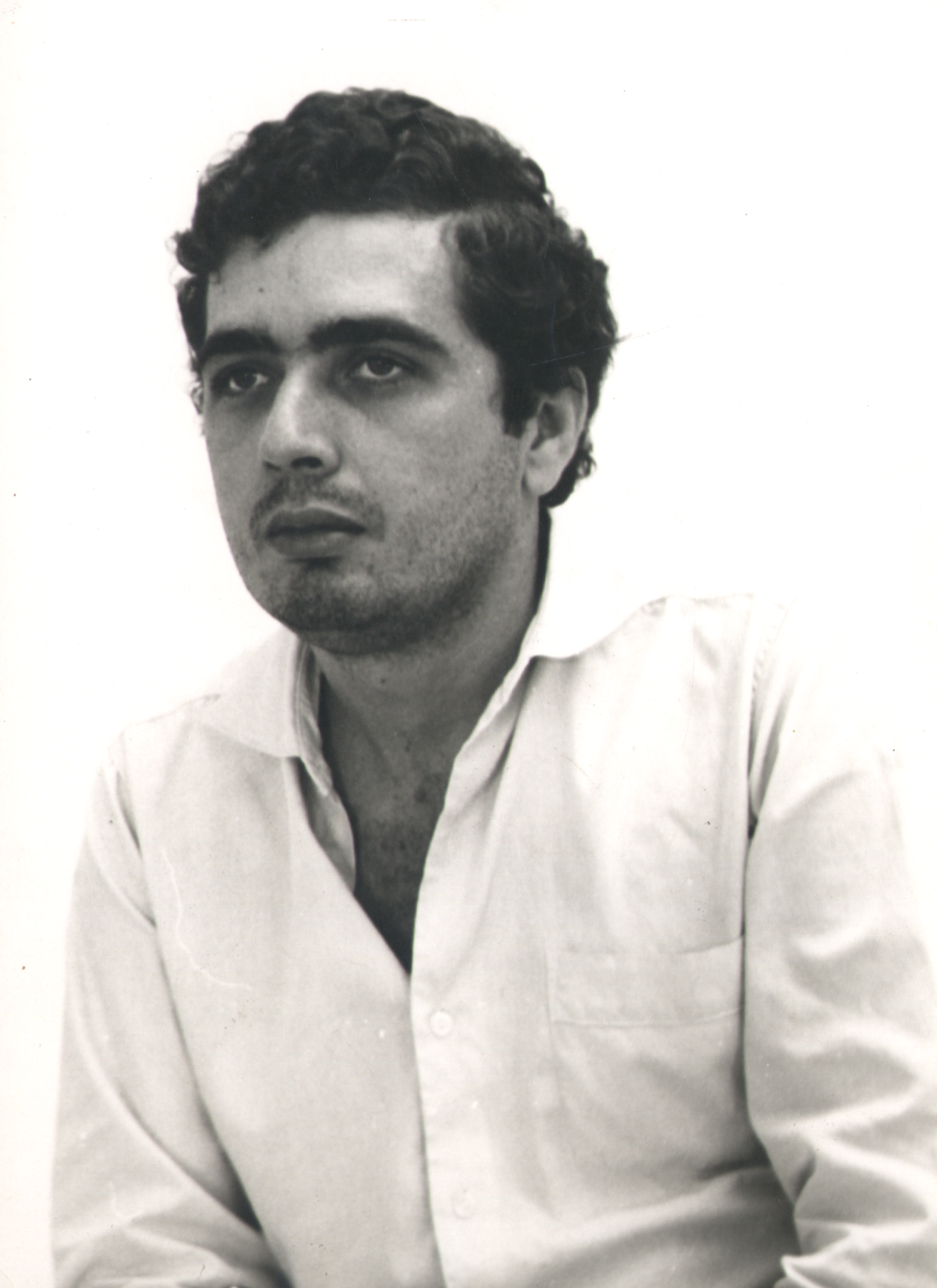
Cacá Diegues, o diretor de Xica da Silva.

Adécio Moreira Jr. em sua crítica para o Poses e Neuroses disse que "além do contexto histórico, o filme 'Xica da Silva' não se ateve somente à retratação política, mas usou e abusou de diversos elementos tidos como popularescos (...) além de muito bom humor e sincretismo. 'Xica da Silva' acabou ficando datado, principalmente porque está muito mais ligada ao imaginário popular a adaptação para a TV em forma de novela, que foi escrita por Walcyr Carrasco (...) No entanto, vale muito a pena conhecer este que eu considero um verdadeiro achado."

## Prêmios
Festival de Brasília
- Melhor filme
- Melhor diretor
- Melhor atriz (Zezé Motta)